# Das alte Gewehr
Das alte Gewehr (im deutschsprachigen Raum auch unter dem Alternativtitel Abschied in der Nacht bekannt) ist ein französisch-deutscher Spielfilm von Robert Enrico aus dem Jahr 1975 mit Philippe Noiret und Romy Schneider basierend auf dem Massaker von Oradour im Jahr 1944.

## Handlung
Der Chirurg Julien Dandieu, Pazifist und Humanist und Mitglied der Résistance, lebt im Jahr 1944 während des Zweiten Weltkriegs in Montauban, in der zone libre (freien Zone) im Südwesten Frankreichs. Dort führt er ein bourgeoises und glückliches Leben mit seiner Frau Clara und seiner Tochter Florence, die er über alles liebt. In Rückblenden wird die Liebesgeschichte des ungleichen Ehepaares – sie kapriziös und lebensfroh, er verschlossen und fast ein wenig linkisch, aber einander sehr zugetan – erzählt.

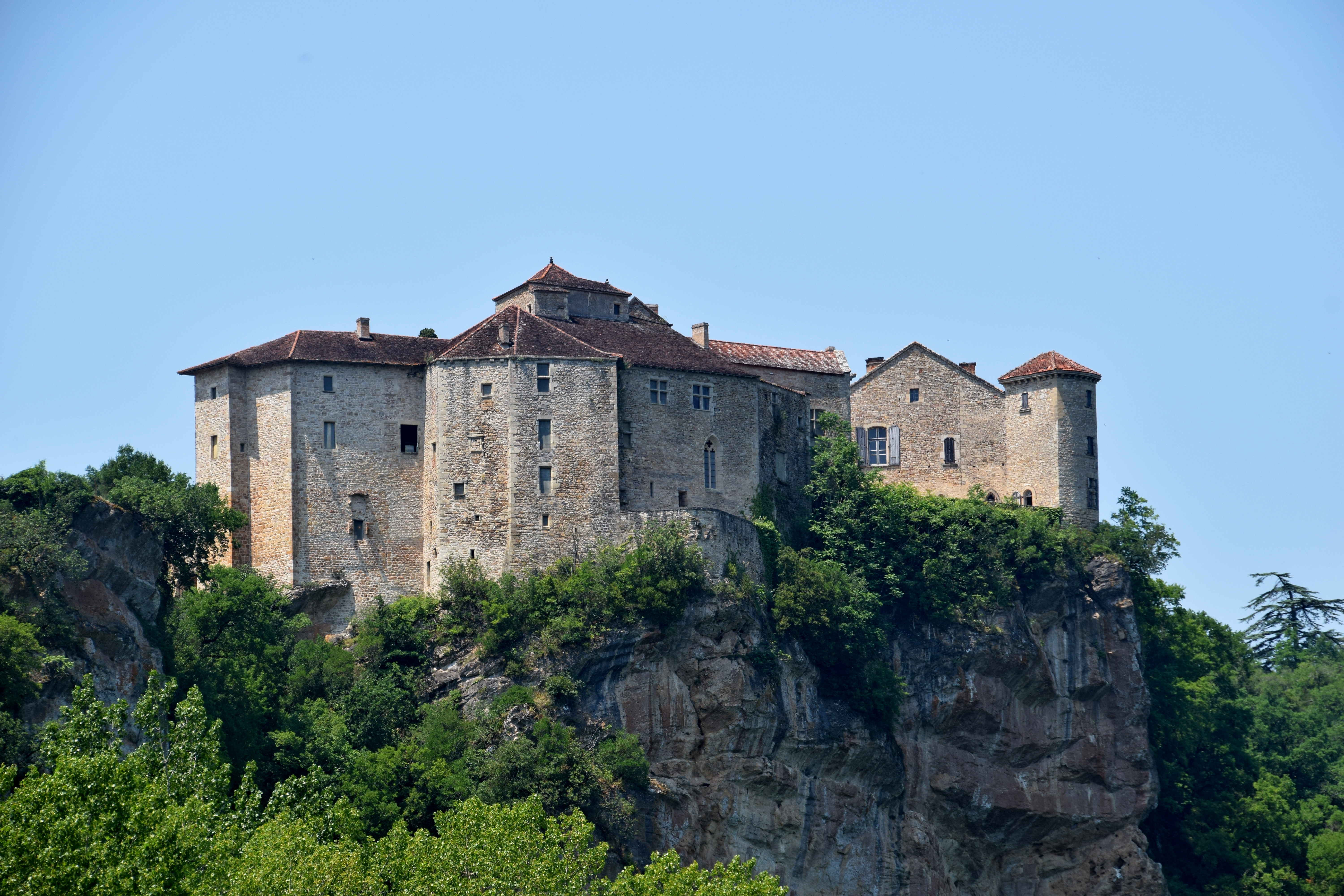
Drehort Schloss Bruniquel

Angesichts der bevorstehenden Besetzung von Montauban bittet er seinen Freund François, seine Frau Clara und seine Tochter zu seinem Familienstammsitz, einem Schloss auf dem Land, zu fahren. Dort, in einem Ort namens La Barberie, glaubt er seine Familie bis zum Ende des Krieges in Sicherheit. Eine Woche später will Julien seine Familie am Wochenende besuchen. 
Als Julien ankommt, hat die SS-Panzer-Division „Das Reich“ das Dorf, in dem sich das Schloss befindet, im Zuge der Partisanenbekämpfung zerstört. Die SS-Soldaten erschossen Florence zusammen mit der Dorfbevölkerung und vergewaltigten Clara. Danach ermordeten sie Clara mit einem Flammenwerfer.

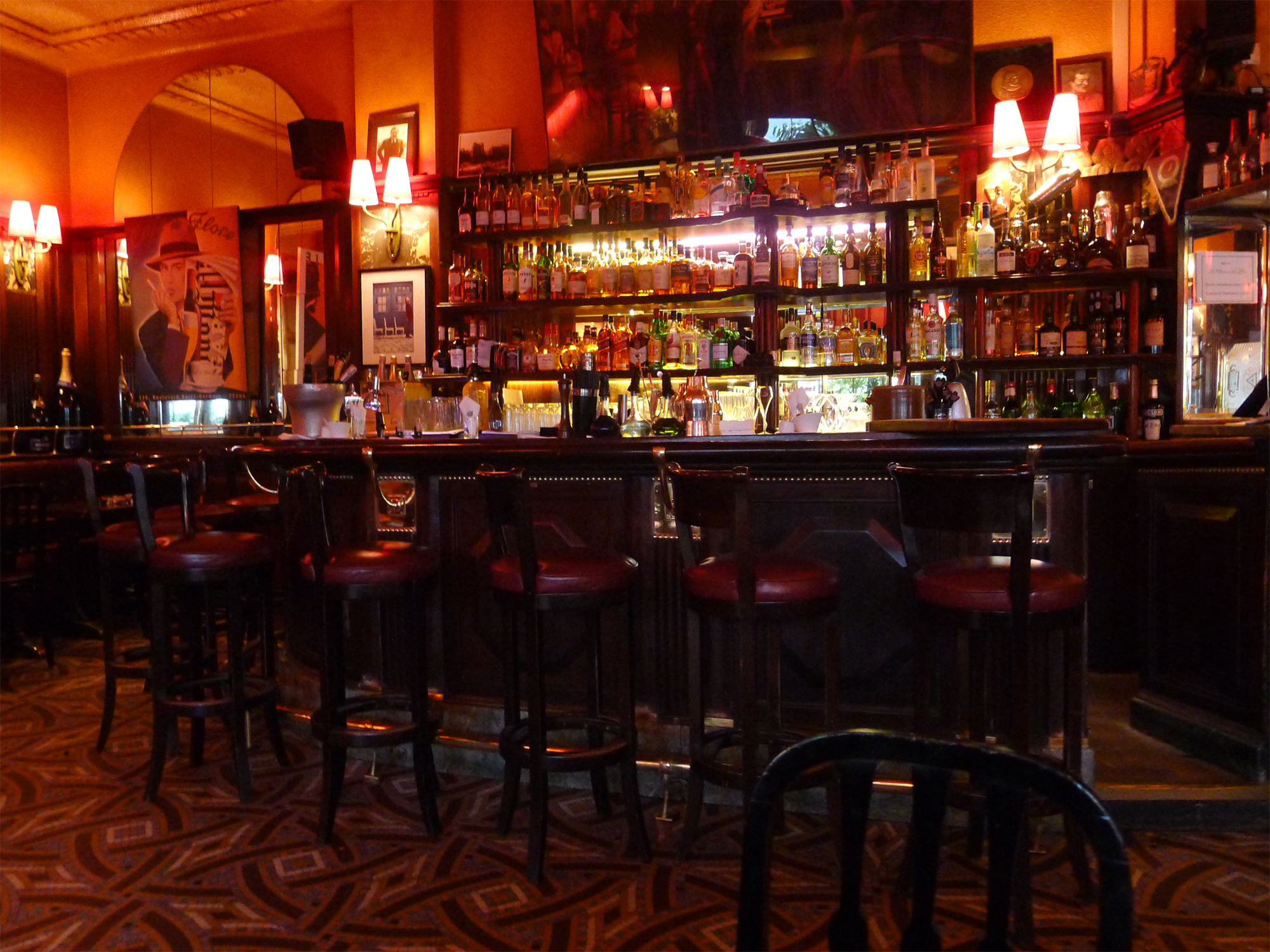
Drehort La Closerie des Lilas Paris

Angesichts dieser Gräuel beschließt der sonst so sanfte und friedfertige Arzt, blutige Rache zu nehmen: Nach seiner Rückkehr auf das Schloss bewaffnet er sich mit dem alten Jagdgewehr seines verstorbenen Vaters, um die SS-Soldaten zu erschießen. Dabei nutzt er seine Ortskenntnisse in dem unübersichtlichen Schlossgelände mit seinen zahlreichen verwinkelten Gängen, treibt die Deutschen wie Wild in Fallen und tötet sie einen nach dem anderen im Alleingang. Im Showdown stellt er, hinter einem Einwegspiegel stehend, den Anführer der SS, der dabei ist, sich selbst zu erschießen und tötet ihn mit dem Flammenwerfer, mit dem Clara verbrannt wurde.
Julien verlässt den Ort des Geschehens und wird im Dorf völlig derangiert von seinem Freund François mit dem Auto aufgelesen. Während der Fahrt bricht er zusammen.

## Kritiken
Bei der Veröffentlichung in den französischen Kinos lobte die Pariser Kritik einhellig Enricos Film. Die Tageszeitung L’Express bezeichnete ihn als den „besten Film“ des Regisseurs, während das Wochenmagazin Journal du Dimanche davon sprach, dass Das alte Gewehr „mitten ins Ziel“ treffe. 
Der Spiegel kritisierte seinerzeit die Darstellung der Deutschen in dem Kriegsfilm. Sie seien keine „ernst zu nehmende Feinde, sondern […] Karikaturen: versoffen […] geil, großmäulig, feige, brutal.“ Ebenso stimmte die zeitgenössische Kritik des deutschen film-dienst ein und sah in Das alte Gewehr keinen wahren Antikriegsfilm. Es werde „nicht einmal der Stand eines ‚Interessantheits‘-Diagramms zur Zeitgeschichte erreicht“, der Film sei „zum Schauerstück missraten“, in dem Gewalt und Mordlust hier nicht „analytischem Bemühen“ unterliegen, sondern „nur Anlass für primitive Spannungsmache und blutrünstige Effekte“ sind. Im Lexikon des internationalen Films, das auf den Kritiken des film-dienst basiert, wird der Film heute als „Geschichte mit einigen blutigen Effekten“ beschrieben, „die jedoch die Illusionslosigkeit und hoffnungslose Verstörtheit der Kriegsgeneration transparent macht“.

## Auszeichnungen
Das alte Gewehr erhielt im Jahr 1976 mit dem César in der Kategorie Bester Film den erstmals verliehenen nationalen Filmpreis Frankreichs. Ebenfalls ausgezeichnet wurden Hauptdarsteller Philippe Noiret und die Filmmusik von François de Roubaix, während Enricos Film in sechs weiteren Kategorien nominiert war. Nicht nominiert wurde Romy Schneider, die seinerzeit für ihr Porträt einer Pornodarstellerin in Andrzej Żuławskis Drama Nachtblende den Vorzug erhielt und bei der Preisverleihung die Trophäe für die Beste Hauptdarstellerin entgegennehmen durfte. Mehrere Monate später wurde Noiret auch mit dem italienischen David di Donatello als bester ausländischer Darsteller bedacht. 1985 wurde der Film mit einem Ehrenpreis bei der César-Verleihung, dem „César des Césars“, ausgezeichnet.

## Selbstzensur
Der Film ist ein Beispiel für praktizierte Selbstzensur eines Films für das Publikum in Westdeutschland: Eigens für die westdeutsche Premierenfassung Abschied in der Nacht wurden Alternativ-Szenen gedreht und eingeschnitten, die besonders menschenverachtende Dialoge der Deutschen im französischen Original milderten und relativierten. Besonders brutale Szenen wurden entfernt. 
Es handelt sich dabei um eine bereits während der Produktion durchgeführte Selbstzensur, nicht etwa um das Wirken einer staatlichen Zensurbehörde. In der DDR kam der Film unter dem Titel Das alte Gewehr synchronisiert, aber unzensiert in die Kinos und später ins Fernsehen. Erst 2007 kam die deutsche (ehemalige BRD)-Uncut-Version als DVD unter dem Titel Abschied in der Nacht mit den deutschen Extra-Szenen als Bonus-Material auf den deutschen Markt.
Bis heute gehört Das alte Gewehr zu den in Deutschland unbekanntesten Filmen mit Romy Schneider. 
Einer der wenigen Filme, in denen Romy Schneider sich nicht selbst synchronisierte – in der DDR aus finanziellen Gründen, in der westdeutschen Fassung vermutlich deshalb, weil sie mit den Verfälschungen nicht einverstanden war (ein wichtiger Grund auch für die Neusynchronisation der DDR).

## Synchronisation
Die bundesdeutsche Synchronisation erfolgte 1975. 
Die DDR-Fassung entstand ein Jahr später im DEFA Studio für Synchronisation, Berlin, nach dem Dialogbuch von Harald Thiemann und unter der Synchronregie von Freimut Götsch.
| Rolle            | Darsteller          | Synchronsprecher BRD | Synchronsprecher DDR |
| ---------------- | ------------------- | -------------------- | -------------------- |
| Clara Dandieu    | Romy Schneider      | Eva Manhardt         | Annekathrin Bürger   |
| Julien Dandieu   | Philippe Noiret     | Harald Leipnitz      | Gerry Wolff          |
| François         | Jean Bouise         | Holger Hagen         | Norbert Christian    |
| SS-Offizier      | Joachim Hansen      | Joachim Hansen       |                      |
| Juliens Mutter   | Madeleine Ozeray    |                      | Helga Göring         |
| Florence Dandieu | Catherine Delaporte | Irina Wanka          |                      |
| Doktor Müller    | Karl-Michael Vogler | Klaus Kindler        | Hasso Zorn           |
| Chef der Miliz   | Jean-Paul Cisife    | Herbert Weicker      | Werner Ehrlicher     |